# Đại hội Hội đồng Giám mục Việt Nam XIV
Đại hội lần thứ XIV của Hội đồng Giám mục Việt Nam diễn ra từ ngày 30 tháng 9 đến ngày 4 tháng 10 năm 2019 tại Trung tâm mục vụ Giáo phận Hải Phòng. Đây là lần đầu tiên giáo phận Hải Phòng đăng cai tổ chức một kỳ Đại hội Hội đồng Giám mục Việt Nam.
Đại hội thảo luận về các nội dung là định hướng mục vụ Công giáo trong ba năm tiếp theo về Giới trẻ, kỷ niệm 60 năm thiết lập Hàng giáo phẩm Công giáo Việt Nam, liên kết và hiệp thông với các Giáo hội Công giáo tại các quốc gia láng giềng và Giáo hội Công giáo trên toàn thế giới. Ngoài ra, các giám mục sẽ bầu chọn các giám mục đứng đầu Hội đồng Giám mục Việt Nam và các Ủy ban trực thuộc, nhiệm kỳ 2019 - 2022.

## Ngày 30 tháng 9

Đón Đại diện Tòa Thánh tại Việt Nam Marek Zalewski tham gia Đại hội (ngày 30 tháng 9)

Các giám mục Việt Nam được đón tiếp tại sân bay Cát Bi (Hải Phòng). Các giám mục này được đoàn xe của Hội doanh nhân Công giáo, đưa về Trung tâm Mục vụ Giáo phận Hải Phòng. Tại trung tâm mục vụ, Tổng giám mục Giuse Vũ Văn Thiên, Giám quản Tông Tòa giáo phận Hải Phòng chờ đón các giám mục.
Ba giám mục đầu tiên đến Trung tâm Mục vụ giáo phận Hải Phòng là Giám mục Giáo phận Long Xuyên Giuse Trần Văn Toản, Giám mục Giáo phận Cần Thơ Stêphanô Tri Bửu Thiên và Giám mục Giáo phận Vĩnh Long Phêrô Huỳnh Văn Hai. Nghi lễ đón tiếp kéo dài đến 20 giờ 30, khi giám mục giáo phận Lạng Sơn và Cao Bằng đến Trung tâm Mục vụ. Tính đến ngày 30 tháng 9, có 31 Giám mục đến tham dự kỳ Đại hội thứ XVI của Hội đồng Giám mục Việt Nam.
Sau phần chào hỏi, các giám mục được Tổng giám mục Vũ Văn Thiên đưa đi tham quan và giới thiệu công năng Trung tâm Mục vụ. Cuối giờ chiều, ông Vũ Chiến Thắng từ Ban Tôn giáo Chính phủ làm Trưởng đoàn và Ban Tôn giáo Thành phố Hải Phòng đã đến chúc mừng Đại hội Hội đồng Giám mục. Tiếp đoàn có Ban Thường vụ Hội đồng giám mục Việt Nam. Chủ tịch Hội đồng Giám mục Giuse Nguyễn Chí Linh cảm ơn sự quan tâm của Nhà nước với Giáo hội và với kỳ đại hội lần này.
Sau giờ cơm tối, các giám mục tham dự giờ Chầu Thánh Thể vào lúc 20 giờ tại Nhà nguyện Truyền Tin.

## Ngày 1 tháng 10
Đại hội lần thứ XIV của Hội đồng Giám mục Việt Nam chính thức khai mạc vào lúc 8 giờ sáng ngày 1 tháng 10 năm 2019.
Bắt đầu phiên họp đầu tiên, Tổng giám mục Giuse Vũ Văn Thiên, chào mừng các giám mục và trình bày nội dung nghị sự nhằm mục đích cho các giám mục khác góp ý. Sau đó là phần chào đón đại diện Tòa Thánh tại Việt Nam Marek Zalewski của Chủ tịch Hội đồng Giám mục Giuse Nguyễn Chí Linh và giám mục này tuyên bố khai mạc Đại hội.
Nội dung thứ nhất là Đại diện Toà Thánh thông tin về lộ trình phát triển quan hệ song phương giữa Toà Thánh và Nhà nước Việt Nam. Nội dung còn lại bao gồm những việc cần quan tâm của Giáo hội Công giáo trên thế giới và giáo hội Công giáo tại Việt Nam. Tham gia phiên họp này có 29 giám mục đương nhiệm tại Việt Nam và Hồng y Phêrô Nguyễn Văn Nhơn, nguyên Tổng giám mục Hà Nội.
Tổng giám mục Nguyễn Chí Linh, Chủ tịch Hội đồng Giám mục Việt Nam có lời phát biểu nhằm cảm tạ các giám mục đã tín nhiệm chọn các giám mục trong ban thường vụ trong nhiệm kỳ ba năm vừa qua.
Dự kiến trong những ngày tổ chức Đại hội, các giám mục sẽ cử hành phụng vụ Công giáo và cầu nguyện, bàn thảo nội dung là các vấn đề mục vụ chung của Giáo hội Công giáo tại Việt Nam. Các giám mục cũng nghe một số Ủy ban chuyên trách trình bày và chuẩn bị Thư Chung gửi cộng đồng giáo dân Việt Nam. Ngoài ra, các giám mục sẽ đề cử nhân sự vào Ban Thường vụ cũng như vị trí Chủ tịch các Ủy ban chuyên trách trực thuộc Hội đồng Giám mục Việt Nam nhiệm kỳ mới.

## Ngày 2 tháng 10

Các giám mục Việt Nam chụp ảnh trong khuôn khổ đại hội

Ngày đại hội thứ hai khởi đầu bằng thánh lễ đồng tế do Giám mục Phêrô Nguyễn Văn Khảm, Tổng Thư ký Hội đồng Giám mục Việt Nam làm chủ tế.
Tính đến hết ngày thứ hai của Đại hội, các giám mục đã bàn luận các công việc:
- Giữ nguyên cơ cấu tổ chức các Ủy ban trực thuộc Hội đồng Giám mục (17 ủy ban).
- Mở án phong thánh cho các Giám mục thừa sai thừa sai đến Việt Nam.
- Chuẩn bị dịp kỷ niệm 60 năm thành lập hàng giáo phẩm Việt Nam (1960-2020)
- Lễ khánh thành Vương cung Thánh đường La Vang (tháng 10 năm 2020)
- Phương án bổng cho các linh mục.
- Chương trình phân phối rượu lễ
- Tổ chức đoàn hành hương theo lời mời của Hội đồng Giám mục Thái Lan nhân dịp Giáo hoàng Phanxicô thăm quốc gia này từ ngày 20 đến ngày 23 tháng 11 năm 2019.
- Các giám mục tham dự nghe các bài phúc trình của:[5]
  - Học viện Công giáo Việt Nam
  - Ủy ban Loan báo Tin Mừng
  - Hội Thừa sai Việt Nam
- Phê chuẩn các đề nghị của Ủy ban Phụng tự, Ủy ban Mục vụ Di dân, Ủy ban Văn hóa.

Ngoài ra, các công việc chính yếu được bàn luận trong ngày thứ hai:
- Chủ đề 3 năm chương trình mục vụ Giới trẻ.
- Soạn thảo Thư Chung gửi tín hữu Công giáo tại Việt Nam.

Ngày đại hội thứ hai kết thúc bằng việc Chầu Thánh Thể và đọc Kinh tối.

## Ngày 3 tháng 10
Ngày làm việc thứ ba của Đại hội bắt đầu bằng Kinh sáng và thánh lễ đồng tế chủ tế bởi Giám mục Giuse Nguyễn Năng, Phó Chủ tịch Hội đồng Giám mục. Ngày làm việc này, các giám mục tập trung vào vấn đề nhân sự, bầu chọn Ban Thường vụ và các Chủ tịch Ủy ban nhiệm kỳ 2019-2022.
- Nhân sự nhiệm kỳ 2019 - 2022:[6]

- Chủ tịch các ủy ban

| STT | Tên Ủy ban Giám mục                 | Thành lập | Giám mục chủ tịch | Ghi chú |
| --- | ----------------------------------- | --------- | --- | ------- |
| 1   | Ban thường vụ                       | 1980      | Giuse Nguyễn Chí Linh (chủ tịch) Giuse Nguyễn Năng (phó chủ tịch) Phêrô Nguyễn Văn Khảm (tổng thư ký) Giuse Vũ Văn Thiên (phó tổng thư ký) |         |
| 2   | Ủy ban Giáo lý Đức tin              | 2001      | Gioan Đỗ Văn Ngân |         |
| 3   | Ủy ban Kinh Thánh                   | 2007      | Vinh Sơn Nguyễn Văn Bản |         |
| 4   | Ủy ban Phụng tự                     | 1980      | Emmanuel Nguyễn Hồng Sơn |         |
| 5   | Ủy ban Nghệ thuật thánh             | 2007      | Mátthêu Nguyễn Văn Khôi |         |
| 6   | Ủy ban Thánh nhạc                   | 1998      | Aloisiô Nguyễn Hùng Vị |         |
| 7   | Ủy ban Loan báo Tin Mừng            | 2001      | Alfonso Nguyễn Hữu Long |         |
| 8   | Ủy ban Giáo sĩ - Chủng sinh         | 1980      | Giuse Đỗ Mạnh Hùng |         |
| 9   | Ủy ban Tu sĩ                        | 2001      | Cosma Hoàng Văn Đạt |         |
| 10  | Ủy ban Giáo dân                     | 1980      | Giuse Trần Văn Toản |         |
| 11  | Ủy ban Truyền thông Xã hội          | 2006      | Giuse Nguyễn Tấn Tước |         |
| 12  | Ủy ban Giáo dục Công giáo           | 2009      | Phêrô Huỳnh Văn Hai |         |
| 13  | Ủy ban Mục vụ Giới trẻ và Thiếu nhi | 2007      | Phêrô Nguyễn Văn Viên |         |
| 14  | Ủy ban Văn hóa                      | 2001      | Giuse Đặng Đức Ngân |         |
| 15  | Ủy ban Công lý và Hòa bình          | 2010      | Giuse Nguyễn Đức Cường |         |
| 16  | Ủy ban Mục vụ Gia đình              | 2007      | Đa Minh Nguyễn Văn Mạnh |         |
| 17  | Ủy ban Bác ái Xã hội - Caritas      | 2001      | Tôma Aquinô Vũ Đình Hiệu |         |
| 18  | Ủy ban Mục vụ Di dân                | 2007      | Louis Nguyễn Anh Tuấn |         |

## Ngày 4 tháng 10
Hội đồng Giám mục Việt Nam ra thư chung gửi đến Giáo dân, đặc biệt là các giáo dân trẻ tuổi. Trong thư này, các giám mục công bố chủ đề mục vụ Công giáo tại Việt Nam trong ba năm 2020 - 2022 lần lượt là Đồng hành với người trẻ hướng tới sự trưởng thành toàn diện, Đồng hành với người trẻ trong đời sống gia đình và Đồng hành với người trẻ trong đời sống Giáo hội và xã hội. Nội dung Thư chung cũng dành một phần nói rõ hơn về chủ đề mục vụ năm 2020.
Hội đồng cũng công bố biên bản đại hội trong ngày 4 tháng 10.
Cấc giám mục Hội đồng giám mục tham dự nghi thức thánh hiến Trung tâm Mục vụ giáo phận Hải Phòng và thánh lễ bế mạc.